# Arachis pflugeae
Arachis pflugeae là một loài thực vật có hoa trong họ Đậu. Loài này được C.E. Simpson, Krapov. & Valls mô tả khoa học đầu tiên năm 2005.